# Anne Langstaff
Pour les articles homonymes, voir Langstaff.
Anne Langstaff est une athlète américaine née le 9 juillet 1961. Spécialiste de l'ultra-trail, elle a notamment remporté la Vermont 100 Mile Endurance Run en 1999 et l'ultramarathon de Badwater en 2001.

## Résultats
- 1999
  - 2e de la Leona Divide 50 Mile.
  - 1re de la Vermont 100 Mile Endurance Run.

- 2001
  - 2e de la Leona Divide 50 Mile.
  - 1re de l'ultramarathon de Badwater.